# PLMN
PLMN (ang. public land mobile network, publiczna sieć naziemnej łączności ruchomej) – sieć telefonii mobilnej ustanowiona i zarządzana przez operatora telekomunikacyjnego, oferującego usługi w publicznej ofercie na pewnym obszarze, zazwyczaj znajdującym się na terenie jednego kraju. 

## Przykłady sieci PLMN
Przykładem mogą być sieci w standardzie NMT, GSM, UMTS, IS-95 (popularnie nazywanymi sieciami CDMA) lub popularnym w Japonii PDC, których operatorzy oferują subskrypcje dla ludności na terenie, na którym otrzymali koncesję na świadczenie usług telekomunikacyjnych. Jako PLMN nie można traktować sieci w standardzie TETRA, gdyż mimo zapewnianej mobilności użytkownika przeznaczone są tylko dla odpowiednich służb bezpieczeństwa publicznego i ratownictwa. 

## Dodatkowa terminologia
W scenariuszach opisujących obsługę połączeń wykonywanych przez użytkowników sieci PLMN używa się czasami dodatkowych oznaczeń:
- HPLMN – home PLMN, macierzysta sieć abonenta,
- VPLMN – visited PLMN, sieć w której aktualnie znajduje się abonent (może to być jego macierzysta sieć, lub należąca do innego operatora, gdy abonent znajduje się w roamingu),
- IPLMN – interrogating PLMN, sieć wysyłająca zapytanie do home location register (przechowującego dane abonenta). Zazwyczaj IPLMN jest tożsama z HPLMN.